# Mimemodes cribratus
Mimemodes cribratus is een keversoort uit de familie kerkhofkevers (Monotomidae). De wetenschappelijke naam van de soort werd in 1874 gepubliceerd door Edmund Reitter.